# Верхний Кушум
Верхний Кушум — село в Ершовском районе Саратовской области России. Входит в состав Кушумского муниципального образования.

## История
Владельческое село Верхний Кушум (оно же Бобринка) упоминается в Списке населённых мест Российской империи по сведениям за 1859 год. Согласно Списку село относилось к Новоузенскому уезду Самарской губернии. В Списке населенных мест Самарской губернии, по сведениям 1889 года значится как волостное село Верхне-Кушумской волости Новоузенского уезда Самарской губернии, расположенное на расстоянии 130 вёрст от уездного города Новоузенска. В деревне имелось 68 дворов и проживало 639 человек.
По состоянию на 1910 год село включало в себя 107 дворов. Население на тот период составляло 714 человек. Функционировали церковь, больница, земская школа, волостное правление и две ветряные мельницы. Имелись урядник, земский староста, два фельдшера, акушерка и врач.

## География
Село находится в восточной части Саратовской области, в степной зоне, в пределах Сыртовой равнины, на левом берегу реки Кушум, на расстоянии примерно 19 километров (по прямой) к северу от города Ершов, административного центра района. Абсолютная высота — 59 метров над уровнем моря.

## Население
Динамика численности населения по годам:
| Годы      | 1859 | 1889 | 1897 | 1910 | 2002 |
| --------- | ---- | ---- | ---- | ---- | ---- |
| Население | 310  | 639  | 604  | 714  | 429  |

| 2002 | 2010 |
| ---- | ---- |
| 474  | ↘325 |

Гендерный состав
По данным Всероссийской переписи населения 2010 года в гендерной структуре населения мужчины составляли 49,8 %, женщины — соответственно 50,2 %.
Национальный состав
Согласно результатам переписи 2002 года, в национальной структуре населения русские составляли 88 %.

## Инфраструктура
С селе функционируют средняя общеобразовательная школа, детский сад, дом культуры и фельдшерско-акушерский пункт.

## Улицы
Уличная сеть села состоит из шести улиц.